# Sandrine Salerno
Pour les articles homonymes, voir Salerno (homonymie).
Sandrine Salerno, née le 20 août 1971 à Genève, est une femme politique suisse, membre du Parti socialiste. 
Conseillère administrative de la Ville de Genève (exécutif) de 2007 à 2020, elle est trois fois maire, du 1er juin 2010 au 31 mai 2011, du 1er juin 2013 au 31 mai 2014 puis du 1er juin 2019 au 31 mai 2020.

## Biographie

### Origines et famille
Sandrine Salerno naît le 20 août 1971. Elle est d'origine française par sa mère, Martine, secrétaire de direction, et italienne par son père, Placido, tailleur de profession venu de Sicile en Suisse dans les années 1970. Elle décide de se naturaliser suisse par choix personnel. Elle fait partie d'une fratrie de trois personnes.
Elle passe les premières années de sa vie à Genève, puis vit en Sicile dans les années 1980. Après s'être brièvement installée sur la Côte d'Azur, sa famille revient s'installer à Genève.
Mère de deux enfants, elle a été en couple avec le conseiller national socialiste Carlo Sommaruga,, avant de se lier à un conseiller municipal libéral-radical.

### Études et parcours professionnel
Elle est titulaire d’une licence en science politique et d’un DEA en management d’administration publique de l'Université de Genève. Responsable adjointe du programme Droits de l’homme au Centre europe-tiers monde entre 1995 et 1997, elle est coordinatrice au Centre de contact suisses-immigrés entre 1997 et 2001, puis collaboratrice scientifique à l’Université de Genève entre 2001 et 2006, et enfin adjointe aux affaires universitaires au Département de l’instruction publique de l’État de Genève entre 2006 et 2007.
Après son retrait de la vie politique, elle prend la direction de l'association Sustainable Finance Geneva début 2021. Elle rejoint notamment le conseil d'administration du Groupe Serbeco, spécialisé dans la gestion des déchets et la durabilité.

## Parcours politique
Sandrine Salerno est conseillère municipale (législatif) de la Ville de Genève entre 1999 et 2007 et présidente de la section Ville de Genève du Parti socialiste genevois entre 2006 et 2007.
Le 13 mai 2017, elle est désignée par le Congrès du parti socialiste candidate aux élections gouvernementales genevoises du printemps 2018 aux côtés de Thierry Apotheloz et d'Anne Emery-Torracinta (candidate sortante). Ce résultat ébranle une certaine frange « de gauche » du parti qui considère que les trois candidats représentent une aile « droite » plus modérée du parti genevois.
Le 15 avril 2018, Sandrine Salerno arrive en 8e position lors de l'élection du premier tour du Conseil d'État. Souhaitant favoriser l'élection d'Anne Emery-Torracinta et de Thierry Apotheloz, respectivement 5e et 6e (pour 7 places), et en conformité avec son engagement d'avant l'élection, elle annonce son retrait pour le second tour le lendemain.
En janvier 2023, le Conseil d'État nomme Sandrine Salerno et Robert Cramer provisoirement conseillers administratifs de Meyrin en remplacement de deux conseillers administratifs à l'arrêt.

### Conseillère administrative de la Ville de Genève
Elle est élue en seconde position au Conseil administratif (exécutif) de la ville de Genève le 29 avril 2007. Elle prend en charge le département des finances et du logement. Elle est réélue le 17 avril 2011 (en deuxième position) et le 10 mai 2015 (en troisième position) et conserve la responsabilité de son département,.
Elle accède pour la première fois au poste de maire de Genève le 1er juin 2010 pour une durée d'une année, devenant la 4e femme à occuper ce poste depuis 1842. À cette occasion, elle multiplie par six les moyens consacrés à la célébration de la fête nationale suisse.
Durant son premier mandat de conseillère administrative, les finances municipales s'assainissent. En 2012, la gestion du trésor municipal de l'année 2010 est ainsi reconnue au niveau national par une enquête de l'Institut de hautes études en administration publique et de PME magazine. Sous son autorité, la ville parvient par ailleurs à conclure un accord extra-judiciaire au printemps 2012 avec l'entreprise d'audit Ernst & Young,,. Lors de son troisième mandat, avec un exécutif majoritairement à gauche face à un législatif majoritairement à droite, elle peine à faire accepter et voter les budgets municipaux,. Les budgets 2016, 2017 et 2018 donnent ainsi lieu à de longs débats avec la majorité municipale, qui demande des coupes budgétaires,,. Cette situation conduit au vote des budgets en cours d'année, ce qui oblige l'administration à recourir au régime des 12e provisionnels pour assurer son fonctionnement. En 2018, un référendum populaire refuse les coupes budgétaires demandées par la droite.
Elle prend des mesures pour lutter contre la sous-enchère salariale. En 2013, elle conclut ainsi avec le syndicat Unia un accord relatif au respect des conventions collectives de travail dans les établissements publics appartenant à la commune. Lors de son troisième mandat, elle fait voter par le conseil municipal un accord avec la Communauté genevoise d’action syndicale et l’Union des associations patronales genevoises sur l’introduction de la responsabilité solidaire dans le cadre de ses marchés publics.
Elle s’engage également pour la formation, la diversité et l’égalité, en augmentant le nombre de places d’apprentissage et en mettant en place un règlement pour l’égalité entre hommes et femmes au sein de l’administration municipale[réf. nécessaire]. Lors de son troisième mandat, elle concrétise des actions comme la campagne photographique « Genève, sa gueule » ou la mise en place d'un programme global de mesures.

### Affaires
Trois affaires la touchent au cours de son deuxième mandat. Tout d'abord, un ancien chargé de communication de la ville révèle en septembre 2011 avoir été utilisé pour assurer la communication politique de la conseillère ainsi que celle du Parti socialiste. Ensuite, en octobre de la même année, la commission des finances du conseil municipal décide de saisir la Cour des comptes concernant la gestion des ressources humaines au sein de son département,, en raison notamment du fort tournus au sein de son équipe et du recrutement de Boris Drahusak en tant que directeur des ressources humaines. Ce recrutement, en dépit de critiques quant à l'inexpérience et au manque de connaissances dans ce domaine du candidat et des conditions de son départ, jugées avantageuses, a été dénoncé par l'organe de contrôle cantonal dans son rapport annuel pour l'année 2010. De son côté, la magistrate conteste ces accusations et reçoit le soutien d'une partie du conseil municipal[réf. nécessaire].
Un possible conflit d'intérêts touche par ailleurs l'appartement qu'elle occupe, appartenant à la caisse de pension du personnel de la Ville, qu’elle préside un an sur deux comme cheffe des Finances de la commune. On se demande aussi comment elle peut ne payer que 2002 francs par mois pour un appartement de 100 m2 à Genève, qu'elle partage avec son compagnon Carlo Sommaruga, secrétaire de l’Asloca romande et titulaire du bail depuis août 2001.
Bien qu'elle s'avère être la moins dépensière du collège exécutif, elle est touchée par les révélations de la Cour des comptes genevoise sur les frais professionnels du Conseil administratif de la Ville de Genève en novembre 2018,,.